# 約翰·巴科斯
約翰·華納·巴科斯（英語：John Warner Backus，1924年12月3日—2007年3月17日），美國計算機科學家，是早期高階語言（High-level Language）FORTRAN的發明小組組長。他提出了巴科斯範式（用來定義形式語言語法的記號法），發明了函数级编程概念及實踐該概念的FP语言。為1977年圖靈獎得主。

## 生平经历
1924年12月3日生于美国賓夕法尼亞州费城，父親是阿特拉斯火药公司的員工，後來轉職為证券经纪人。巴克斯中學時唸宾夕法尼亚州波茨敦市的希尔学校，平時不愛讀書，勉强毕业，沒有什麼過人之處。後來依照父親的要求，他在維吉尼亞大學修讀化學，成績也不好。第二次世界大战爆发，他便改為參加美國陸軍，在乔治亚州服役，後來進入哈弗福德学院（Haverford College）的医学院预科接受醫療訓練，九個月後又退出了。在接受医疗训练期间，他被诊断出患有脑部肿瘤，并接受手术治疗。他搬到紐約市，最初打算以無線電技術員為生。在訓練過程中，他對數學產生極大興趣，於是他便在哥倫比亞大學修讀學位，于1949年以數學硕士学位畢業，1950年加入IBM工作。巴克斯和同事海尔里克（H. Herrick）一起成功开发了Speedcoding的程序，適用於浮点数运算。
巴克斯在IBM工作了幾年，他對於機械式的程式設計感到厭煩，他希望能設計一套新式語言。1953年巴克斯向當時IBM董事長卡斯伯特·赫德（Cuthbert Hurd），提交了一分備忘錄，建議設計一種接近人類語言的編程語言代替機器語言，後來赫德批准了這項計劃。1957年4月他所領導13人小組推出全世界第一套高階電腦語言FORTRAN，首次用在IBM 704計算機上面，1958年推出FORTRAN Ⅱ，幾年後又推出FORTRAN Ⅲ，1962年推出FORTRAN Ⅳ，被稱為FORTRAN語言之父。六十年代巴克斯轉到沃森研究中心（Watson Scientific Computing Laboratory），參加了ALGOL語言的設計。1977年10月17日在西雅图举行的ACM年会上獲得計算機界最高獎圖靈獎，會中他發表了“程序设计能从冯诺伊曼形式中解脱出来吗？函数式风格及其程序的代数”（Can Programming be Liberated from the von Neumann Style? A Functional Style and Its Algebra of Programs）演說，提出了叫做FP的函數級編程語言, 这篇演说有时被看作是他为发明了Fortran而致歉。1991年退休。1994年美国工程院授予他Charles Stark Draper奖。2007年3月17日在美國俄勒岡州的家中去世，享年82歲。

## 外部連結
- 1977年圖靈獎得獎演說：Can Programming Be Liberated From the von Neumann Style? （页面存档备份，存于）